# 来明骏
来明骏是一位美国华人数学家。

## 生平
出生于浙江杭州，1977年考入杭州大学，1982年1月毕业于杭州大学数学系，1984年毕业后前往美国，1989年在美国德州农工大学获得博士学位，之后犹他大学做了三年博士后。1992年起担任乔治亚大学任职，2000年升任为正教授。

## 家庭
妻子也任职于乔治亚大学，育有两个孩子。